# Олні (Монтана)
Олні (англ. Olney) — переписна місцевість (CDP) в США, в окрузі Флетгед штату Монтана. Населення — 186 осіб (2020).

## Географія
Олні розташоване за координатами 48°32′49″ пн. ш. 114°34′21″ зх. д. / 48.54694° пн. ш. 114.57250° зх. д. (48.546948, -114.572365).  За даними Бюро перепису населення США в 2010 році переписна місцевість мала площу 3,49 км², з яких 3,45 км² — суходіл та 0,04 км² — водойми.

## Демографія
Згідно з переписом 2010 року, у переписній місцевості мешкала 191 особа в 88 домогосподарствах у складі 57 родин. Густота населення становила 55 осіб/км².  Було 95 помешкань (27/км²).
Расовий склад населення:
| - 91,1 % — білих - 0,5 % — корінних американців - 3,1 % — осіб інших рас |

До двох чи більше рас належало 5,2 %. Частка іспаномовних становила 6,3 % від усіх жителів.
За віковим діапазоном населення розподілялося таким чином: 16,2 % — особи молодші 18 років, 71,2 % — особи у віці 18—64 років, 12,6 % — особи у віці 65 років та старші. Медіана віку мешканця становила 47,7 року. На 100 осіб жіночої статі у переписній місцевості припадало 109,9 чоловіків;  на 100 жінок у віці від 18 років та старших — 105,1 чоловіків також старших 18 років.
Середній дохід на одне домашнє господарство  становив 70 678 доларів США (медіана — 55 577), а середній дохід на одну сім'ю — 70 904 долари (медіана — 55 577). 
Цивільне працевлаштоване населення становило 110 осіб. Основні галузі зайнятості: мистецтво, розваги та відпочинок — 29,1 %, освіта, охорона здоров'я та соціальна допомога — 18,2 %, роздрібна торгівля — 14,5 %, сільське господарство, лісництво, риболовля — 11,8 %.